# Schlesische Funkstunde

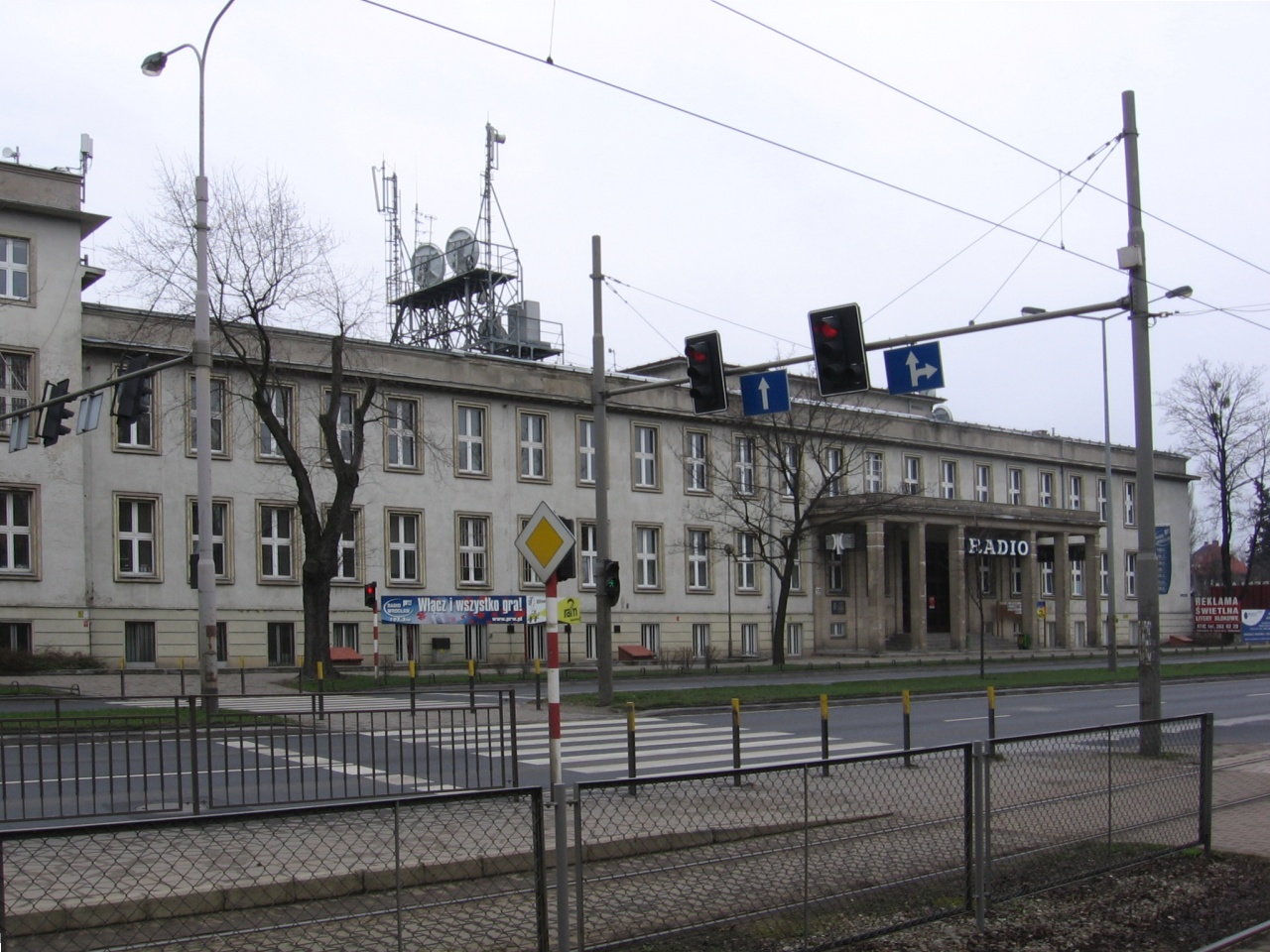
Ehemaliges Gebäude der Gesellschaft, heute von Radio Wrocław genutzt.

Die Schlesische Funkstunde A.G. war eine in Breslau gegründete private Hörfunkgesellschaft. Ihr Sender nahm am 26. Mai 1924 den Betrieb auf und strahlte ein Programm auf Mittelwelle aus.
Das Sendegebiet der Funkstunde – der Schlesische Sendebezirk – umfasste das Gebiet der damaligen Oberpostdirektionen (OPD) von Breslau, Oppeln und Liegnitz. Unter dem Namen „Schlesische Funkstunde“ erschien die Programmzeitschrift des Senders. Die Rundfunkanstalt hatte ihren Hauptsitz in Breslau, anfangs auch die Sendeanlage, welche 1932 von dem neuen Großsender Rothsürben, rund 15 km südlich des Stadtzentrums, ersetzt wurde. Zusätzlich gab es in Görlitz und Gleiwitz zwei Nebensender. Der Sender Gleiwitz ging durch den fingierten Überfall am Vorabend des Zweiten Weltkriegs in die Geschichte ein.
1932 wurde die Gesellschaft verstaatlicht und ging als Teil der Reichs-Rundfunk-Gesellschaft in den Besitz der Deutschen Reichspost und der Länder der Weimarer Republik über. In der Zeit der NS-Diktatur büßte sie ihre Eigenständigkeit vollständig ein und wurde letztlich liquidiert.

## Geschichte
Die Schlesische Funkstunde A.G. wurde am 4. April 1924 in Breslau gegründet. Gegründet wurde die Aktiengesellschaft durch den an der Universität Breslau tätigen Physiker Otto Lummer und vier Kaufleute. Zum Vorstandsvorsitzenden wurde der Hutfabrikant Franz Schneiderhan gewählt. Der Komponist Edmund Nick, der Kapellmeister an den Breslauer Schauspielbühnen war, übernahm die musikalische Leitung des Senders. Die Redaktionen der Schlesischen Funkstunde waren anfangs provisorisch im Oberbergamt in Breslau untergebracht. Anfang Mai 1924 wurden erste Testsendungen gesendet. Am 26. Mai 1924 ging die Schlesische Funkstunde auf Sendung. Ende 1924 erreichte der Sender ca. 39.340 Hörer und hatte Einnahmen von 230.400 Reichsmark, 1931 hatte der Sender Einnahmen von 2,6 Mio. Reichsmark und Ende 1932 waren es 234.300 Hörer. Von 1925 bis 1933 gehörte die Schlesische Funkstunde der Reichs-Rundfunk-Gesellschaft (RRG) an.
Am 24. Januar 1933 wurde die A.G. in die Schlesische Rundfunk G.m.b.H., einer Filiale der Reichs-Rundfunk-Gesellschaft, umgewandelt. 1933/34 verloren die Mitgliedsgesellschaften der RGG im Zuge der Gleichschaltung ihre Eigenständigkeit und wurden einheitlich in Reichssender umbenannt, so auch die Schlesische Rundfunk GmbH., die ab dem 1. April 1934 Reichssender Breslau hieß. Danach wurde die Gesellschaft liquidiert. 1940 wurde für den neugebauten Sendesaal des Studios in Breslau eine Funkorgel der Gebr. Rieger eingebaut.  Am 7. Februar 1945 wurde der Sender demontiert.
Heute befindet sich im ehemaligen Gebäude der Schlesischen Funkstunde der Sitz des Radiosenders Radio Wrocław.

### Nebensender Gleiwitz
Der Sender diente anfangs nur als Zwischensender. Im Frühjahr 1927 liefen die ersten von Breslau getrennt ausgestrahlten Sendungen. Von Juli 1927 bis Mitte 1930 wurde die Sendung „Zeitlupenbilder aus Oberschlesien“ gesendet. Im Herbst 1930 wurde die Reihe unter dem Namen „Kreuz und quer durch Oberschlesien“ fortgeführt.

### Nebensender Görlitz
Da die Schlesische Funkstunde bzw. der Reichssender Breslau in westlichen Teilen der Provinz Schlesien (Lauban/Bunzlau/Görlitz) schlecht zu empfangen war, suchte man seit 1934 nach einem Senderstandort zur besseren Rundfunkversorgung. Schließlich fand man ein geeignetes Gelände in der Stadt Reichenbach/OL. 1937 begann der Bau eines 100 Meter hohen Sendemastes mit zunächst einer Leistung von 5 kW. Am 1. April 1937 gründete die Breslauer Direktion eine Abteilung Görlitz mit dem Ziel, in der Stadt geeignete Räumlichkeiten für die Einrichtung eines Studios zu finden. In Verhandlungen mit der Stadtverwaltung fand man sie im so genannten Ständehaus (An der Promenade), wobei der Wappensaal als Übertragungsort für Konzerte geeignet erschien. Bereits wenige Wochen später begannen die ersten Versuchssendungen (2. Mai 1937 um 14.50 Uhr). Da die Probeübertragungen über den Sendemast in Reichenbach/OL. gut liefen, konnte der Sender Görlitz bereits am 7. Juli 1937 eingeweiht werden. Er gilt zu dieser Zeit als der technisch und baulich modernste Rundfunksender im Deutschen Reich. Gesendet wurde auf der gleichen Welle wie Sender Gleiwitz; auf einer – wie damals oft üblich – so genannten Gleichwelle. Von nun an flossen Programmteile aus Görlitz in die Sendefolge des Reichssenders Breslau ein. Beliebt waren Militärkonzerte aus dem Wappensaal. Aber vor allem sollte er völkische NS-Propaganda in das nahe Sudetenland bringen; was auch schon vorher durch den Breslauer Rundfunk geschah, aber wegen der schlechten Empfangsbedingungen in Grenznähe wenig effektiv war.
Als im Zuge der Sudetenkrise im Oktober 1938 das Sudetengebiet vom Deutschen Reich annektiert wurde, kam der im Grenzgebiet stehende tschechische Sender Schönbrunn (tsch. Svinov) als Sender Troppau (tsch. Opava) zum Reichssender Breslau. Von nun an hieß die Stationsansage Reichssender Breslau mit den Sendern Gleiwitz, Görlitz und Troppau. Seine Bedeutung verlor der Sender Görlitz mit dem 9. Juli 1940, als Goebbels ein „Reichsprogramm“ anordnete und Breslau nur noch wenige Stunden vormittags regional senden durfte. Am Ende des Zweiten Weltkrieges spielte der Sender Görlitz/Reichenbach nochmals eine gewisse Rolle. Er war einer der letzten Sendeorte, der die Nazi-Durchhaltepropaganda verbreiten konnte (letzte große Rede Goebbels' am 9. März 1945 aus der Görlitzer Stadthalle). Am 7. Mai 1945 sprengten deutsche Truppen den Sendemast in Reichenbach/OL.

## Sendungen

### Hörspiele
Die Schlesische Funkstunde sendete seit 1926 mindestens 376 Hörspieltermine, etwa zweimal pro Woche
- Hallo! Hier Welle Erdball!, 1928
- Leben in dieser Zeit von Erich Kästner. Übertragen aus dem Breslauer Stadttheater am 17. April 1932.[10]

### Weitere Sendungen
- Büchersendungen, mehrmals pro Woche, mit Vorstellungen von Büchern[11]
- Was der Landwirt wissen muss (1931)

### Beispielprogramme
Freitag, 10. Januar 1930
- 16 Uhr: Stunde der Frau (Hausfrauenbund Breslau), Fünf Minuten für die Hausfrau, Christa Niesel-Lessenthin: „Die Kunst zu lieben“.
- 16.30 Uhr: Unterhaltungskonzert, Leitung: Franz Marszalek, Funkkapelle.
- 17.20 Uhr: Kinderzeitung Schnufftibus und der Zeitungsonkel, Peer Lhot, Ewald Fröhlich.
- 17.45 Uhr: Schlesischer Verkehrsverband, Winter im Riesengebirge, eine Plauderei von Georg Hallama, Direktor des Verkehrsamtes der Stadt Breslau.
- 18 Uhr: Hermann Kesser liest seine Novelle „Es war nichts“.
- 18.40 Uhr: Hans Bredow-Schule, Abt. Kulturgeschichte, »Lebensformen«, eine Vortragsreihe von Georg Lichey, 3. Vortrag: »Wohnung und Kleidung«.
- 19.05 Uhr: Für die Landwirtschaft, Wettervorhersage für den nächsten Tag.
- 19.05 Uhr: Heitere Lieder, Hansgeorg Wieczorek (Bariton), am Flügel: Dr. Edmund Nick.
- 19.50 Uhr: Wiederholung der Wettervorhersage.
- 19.50 Uhr: Abt. Religionsgeschichte, Dr. Günther Schulemann: Der Buddhismus. Schlußvortrag: »Lehre des Buddha«.
- 20,15 Uhr: Übertragung  auf die Sender Breslau, Gleiwitz, Berlin, Stettin und Magdeburg: Summa Summarum, Tragikomädie von Hermann Kesser, Spielleitung: Dr. Franz Josef Engel, musikalische Leitung: Franz Marszalek, einleitende Worte: Der Autor.
- 21,30 Uhr: Übertragung aus Berlin: Neue Rundfunkmusik, Kompositionsauftrag der Funkstunde A.-G. Berlin, Uraufführung,  Heitere Musik für kleines Orchester von Max Butting, Berliner Funkorchester, Dirigent: Der Komponist.
- 21.45–23.30 Uhr: Aus aller Herren Ländern, Leitung: Franz Marszalek, Funkkapelle.
- 22.10 Uhr: Die Abendberichte.
- 23.30 Uhr: Abt. Handelslehre, »Reichskurzschrift. Wiederholungs- und Diktatstunde« von Elise Orgler und Konrektor Altwasser.

Sonnabend. 11. Januar 1930
- 16 Uhr: Stunde mit Büchern, Referent: Gad M. Lippmann, Natur und Mensch.
- 16.30 Uhr: Unterhaltungskonzert, Leitung: Franz Marszalek, Funkkapelle.
- 17.30 Uhr: Blick auf die Leinwand, Die Filme der Woche, Dr. Heinz Hamburger, Gad M. Lippmann.
- 17.55 Uhr: Zehn Minuten Esperanto, Erhard Suchan: „Deutsche Literatur in Esperanto. Mörike und Freiligrath“.
- 18.05 Uhr: Abt. Himmelskunde, Dr. Karl Stumpff, Privatdozent an der Universitätssternwarte Breslau: „Der Himmel im Jahre 1929“.
- 18.30 Uhr: Übertragung von der Deutschen Welle Berlin: Hans Bredow-Schule, Abt. Sprachkurse, »Französisch für Anfänger«, Lehrkursus von Gertrud van Eyseren und Lektor Grander, 16. Unterrichtsstunde.
- 18.55 Uhr: Abt. Literatur, Egon Michael Salzer: „Schriftsteller in ihrem Heim“.
- 19.20 Uhr: Für die Landwirtschaft, Wettervorhersage für den nächsten Tag.
- 19.20 Uhr: Abendmusik, Francis Popy, Leitung: Franz Marszalek, Funkkapelle.
- 20.05 Uhr: Schlesien hat das Wort, Ehrenobermeister Adolf Brettschneider, Präsident der Handwerkskammer Breslau, Das schlesische Handwerk.
- 20.30 Uhr: Jazz auf zwei Flügeln Erwin Poplewski, Samuel Kaufmann.
- 21 Uhr: Übertragung aus Berlin: Kabarett.
- 22.10 Uhr: Die Abendberichte.
- 22.35–24 Uhr: Übertragung aus Berlin: Tanzmusik des Ben-Berlin-Orchesters.

## Persönlichkeiten

### Intendanten
- 1929–1933: Fritz Walter Bischoff
- 1933–1934: Hans Roeseler
- 1934–1937: Hans Kriegler
- 1937–1938: Karl Gunzer
- 1938–1945: Hanns-Otto Fricke

### Weitere Mitarbeiter
- Edmund Nick, Musikalischer Leiter 1924–1933
- Eberhard Cronshagen, Rundfunksprecher 1935–1937
- Ludwig Manfred Lommel, Humorist
- Franz Marszalek, Kino- und Theaterdirigent und Kapellmeister